# Неорококо

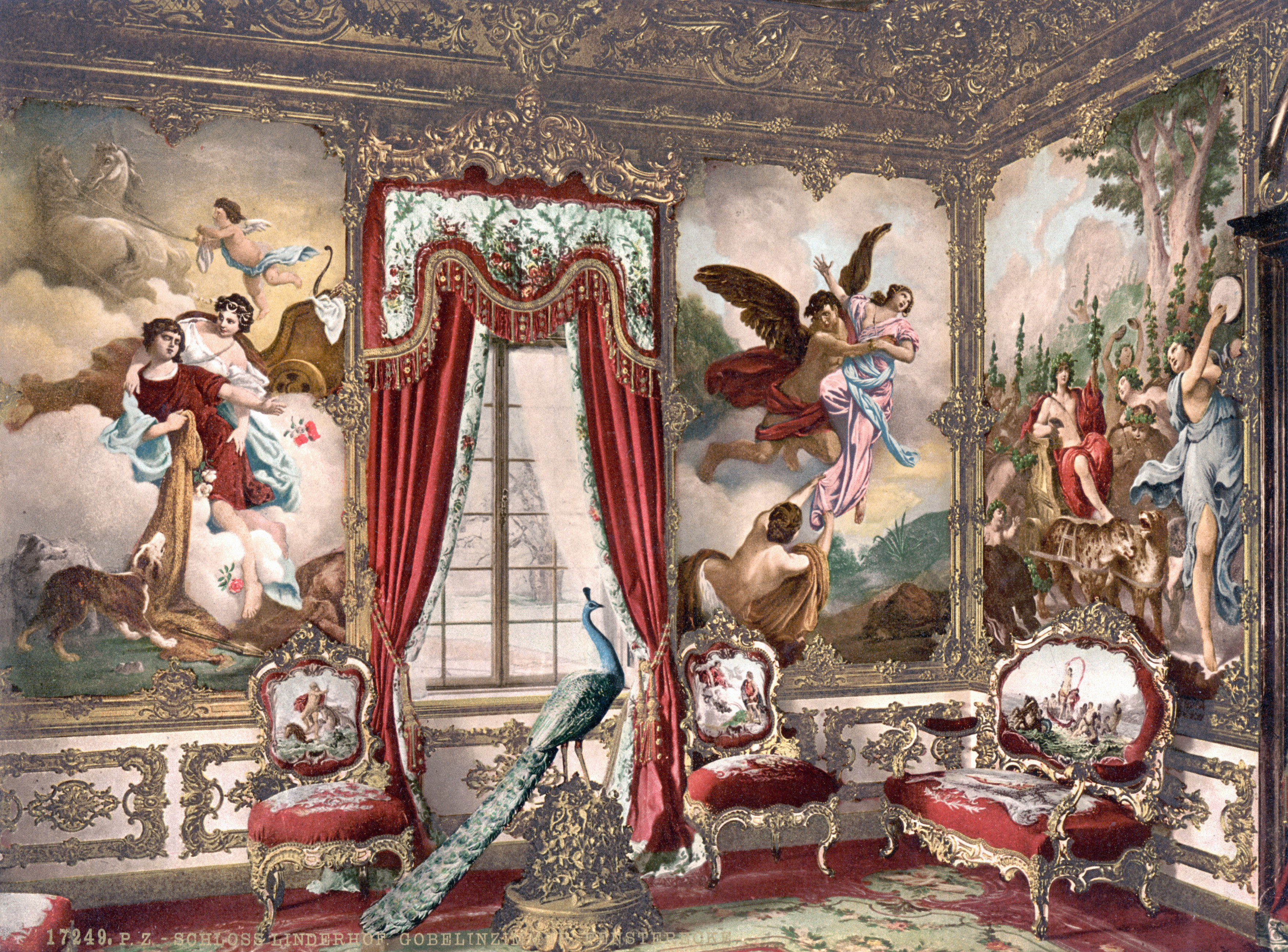
Замок Линдерхоф, Германия. Интерьер в стиле Франсуа Буше. Около 1890—1905

Неорококо — один из неостилей в европейском искусстве периода историзма. В разных странах Западной Европы и в России этот неостиль имел различные наименования, идейные основы, иконографические источники и хронологические границы. Специалисты выделяют «второе», «третье» и «четвёртое» рококо. Во Франции второе рококо именовали «стилем реставрации», «стилем Карла Х» (1824—1830) и «стилем Луи-Филиппа» (1830—1848). В Англии это «ранний викторианский стиль». Третье рококо 1860—1880-х годов, более эклектичное, чем второе, с элементами шинуазри, иронично именовали «стилем Помпадур». В Австрии в это же время возрождали «стиль Марии-Терезии» 1740—1780-х годов. Краткий период «четвёртого рококо» в Австрии, Германии и России пришёлся на период модерна (1890—1910-е годы).
Стилизации неорококо, как и первого рококо, не нашли отражения в архитектурном экстерьере, но проявились в оформлении жилых интерьеров, в фарфоре, в частности в Майсене, мебели и предметов быта, рисунках тканей, а также в моде: видах и стиле одежды, ювелирном искусстве.

## История
После наполеоновских войн и поражения Бонапарта всё связанное с французским ампиром подвергалось остракизму. В Пруссии возник стиль «прусского эллинизма», в Австрии — второе рококо. Во Франции неорококо именовали «стилем Реставрации», или «легитимистским» (законным) стилем. В Англии возникла вторая волна готического возрождения. В других странах также получили развитие неоготика, неоренессанс, необарокко. Позднее во Франции — «стиль Наполеона III», или второй ампир.
Стиль неорококо зародился во Франции; где его рассматривают как запоздавший «королевский стиль» и именуют стилем Луи-Филиппа. В Англии ему соответствует ранний викторианский стиль. Новый стиль был одним из политических средств реставрации правления династии Бурбонов и потому усиленно пропагандировался и насаждался в Европе. Наибольшей популярностью неорококо пользовалось у мастеров Австро-Венгрии. В 1840-х годах неорококо потеснило позиции бидермайера и от единичных предметов проникло в массовое производство. Распространению моды на «второе рококо» способствовали выпуски альбомов с проектами интерьеров и мебели, а также художественно-промышленные выставки. Третья Венская выставка 1845 года проходила под знаком неорококо. Большим успехом пользовалась мебель в этом стиле и на Всемирной выставке в Лондоне в 1851 года. В большинстве стран Европы мода на рококо продержалась до 1860-х годов; последний всплеск популярности пришёлся на 1880-е.
Влияние французского неорококо на европейское искусство было значительным, оно распространилось за пределы королевского Двора и за пределы Франции. В Англии французскому второму рококо соответствует ранний викторианский стиль. В Австрии временем распространения неорококо считают 1840—1860-е годы. В австро-германской провинции 1840-х годов неорококо потеснило господство бидермайера. От подлинного рококо «стиль Реставрации» отличает эклектизм, отсутствие целостности композиций, вторичность и предельная насыщенность элементов цвета и декоративных форм. В орнаментах переплетались перистые рокайли (элемент позднего рококо), барочные картуши, гротески, бандероли, восточные мотивы.
Распространению моды на «второе рококо» способствовали выпуски альбомов с проектами интерьеров и мебели, а также художественно-промышленные выставки. Третья Венская выставка 1845 года проходила под знаком неорококо. Большим успехом пользовалась мебель в этом стиле и на Всемирной выставке 1851 года в Лондоне. В большинстве стран Европы мода на рококо продержалась до 1860-х годов. последний всплеск популярности пришёлся на 1880-е годы.

## Интерьер
В новом направлении, пришедшим на смену бидермайеру, отразилось стремление богатеющего буржуа обставить своё жилище роскошной и помпезной мебелью. Формы мебели второго рококо более затейливы и декоративны, однако в отношении комфортабельности они не только не уступают, мебели стиля бидермайер, но даже превосходят её. Подражание образцам эпохи Людовика XV достигало почти полной идентичности с мебелью XVIII века, однако при внешней схожести между оригинальным рококо и его «второй редакцией» существуют различия, обнаруживаемые не только в характере общего воздействия, но и в различном подходе к решению форм и декора. Во «второй редакции» мотивы рококо сосуществуют с посторонними мотивами, с формальными элементами других стилей.
Интерьерам неорококо чужд принцип архитектонического разделения поверхностей стен; предпочтение отдается шёлковым обоям, занавесям, а двери и окна обрамляются тяжелыми драпировками, создающими полумрак. Ткани, преимущественно ярких расцветок, играют в оформлении жилищ этой поры важную роль. В орнаментику неорококо проникают и восточные мотивы, обнаруживаемые в цветных узорах всевозможных обивок. Непременными предметами убранства жилищ были мягкие диваны, декоративные подушки, индийские покрывала, ковры. Мода на индийские ткани обязана своим появлением королеве Виктории. Бумажные обои, нередко имитирующие шёлковые ткани, также украшали цветочным орнаментом. Мотивы рококо повторяются в рисунке позолоченных элементов, украшающих рамы для картин и зеркал (так называемые «рамы Блонделя»).

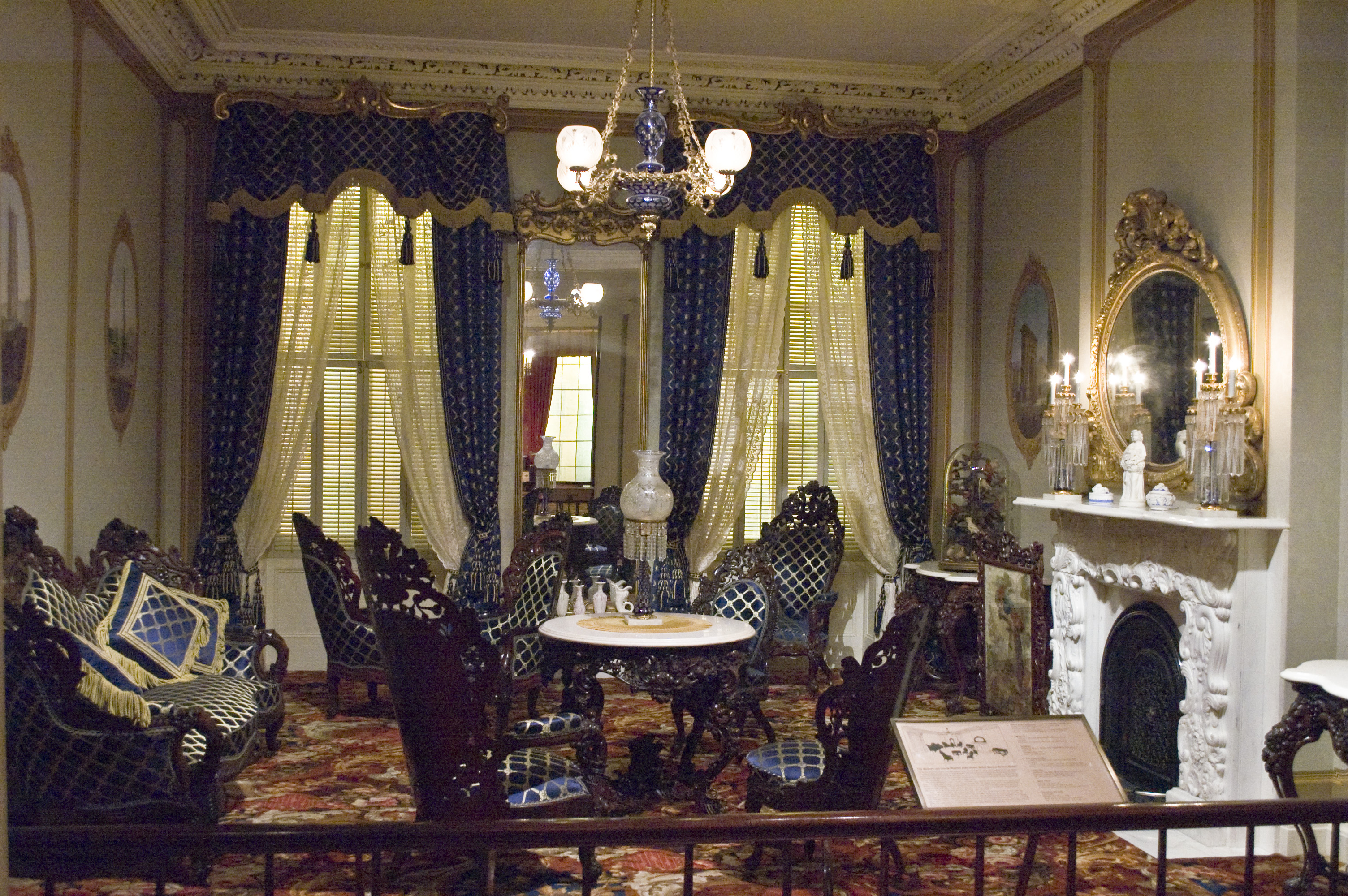
Кабинет в стиле неорококо, музей Метрополитен
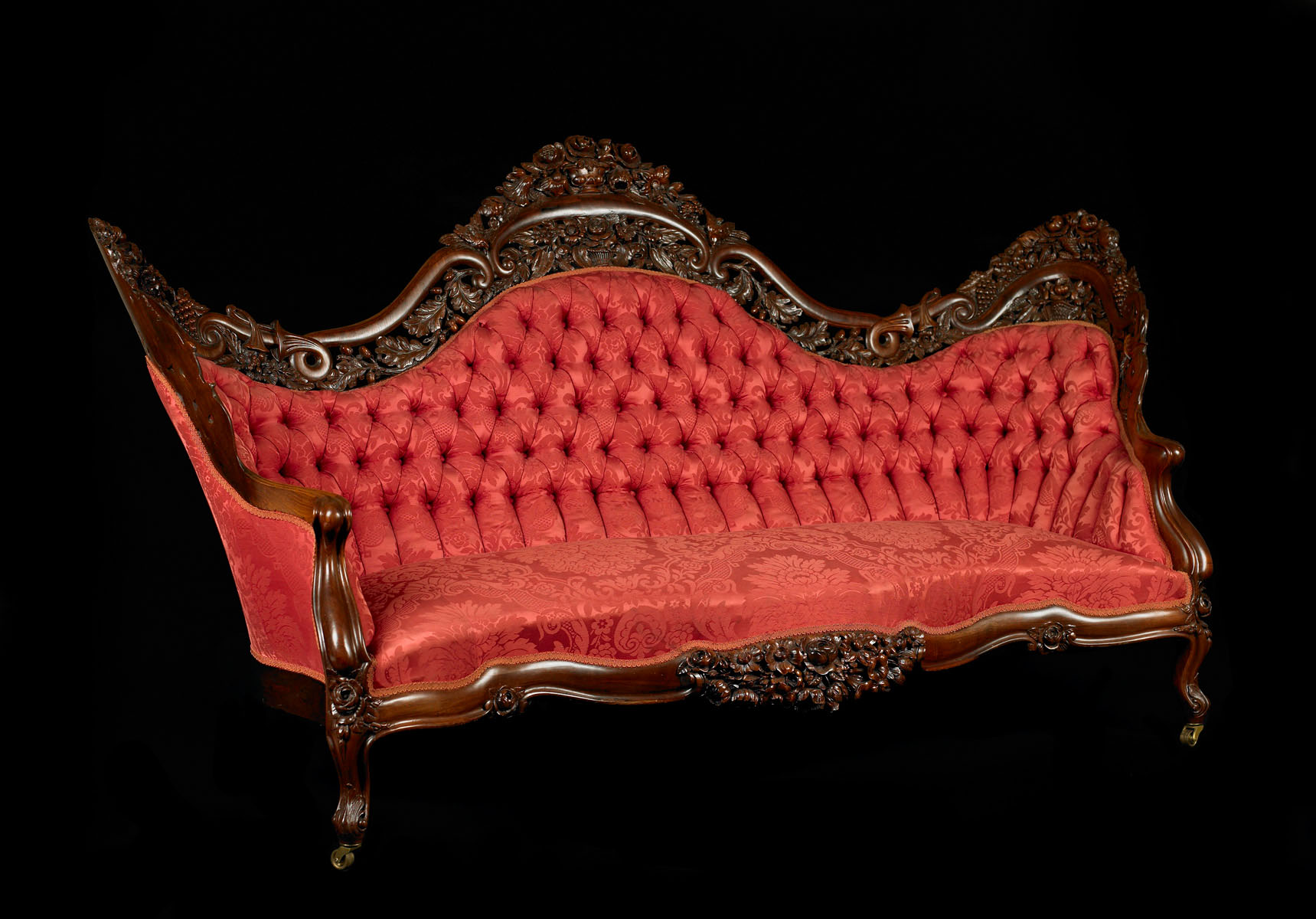
Софа. Джон Генри Белтер, 1850—55. Художественный музей в Бирмингеме, Алабама, США
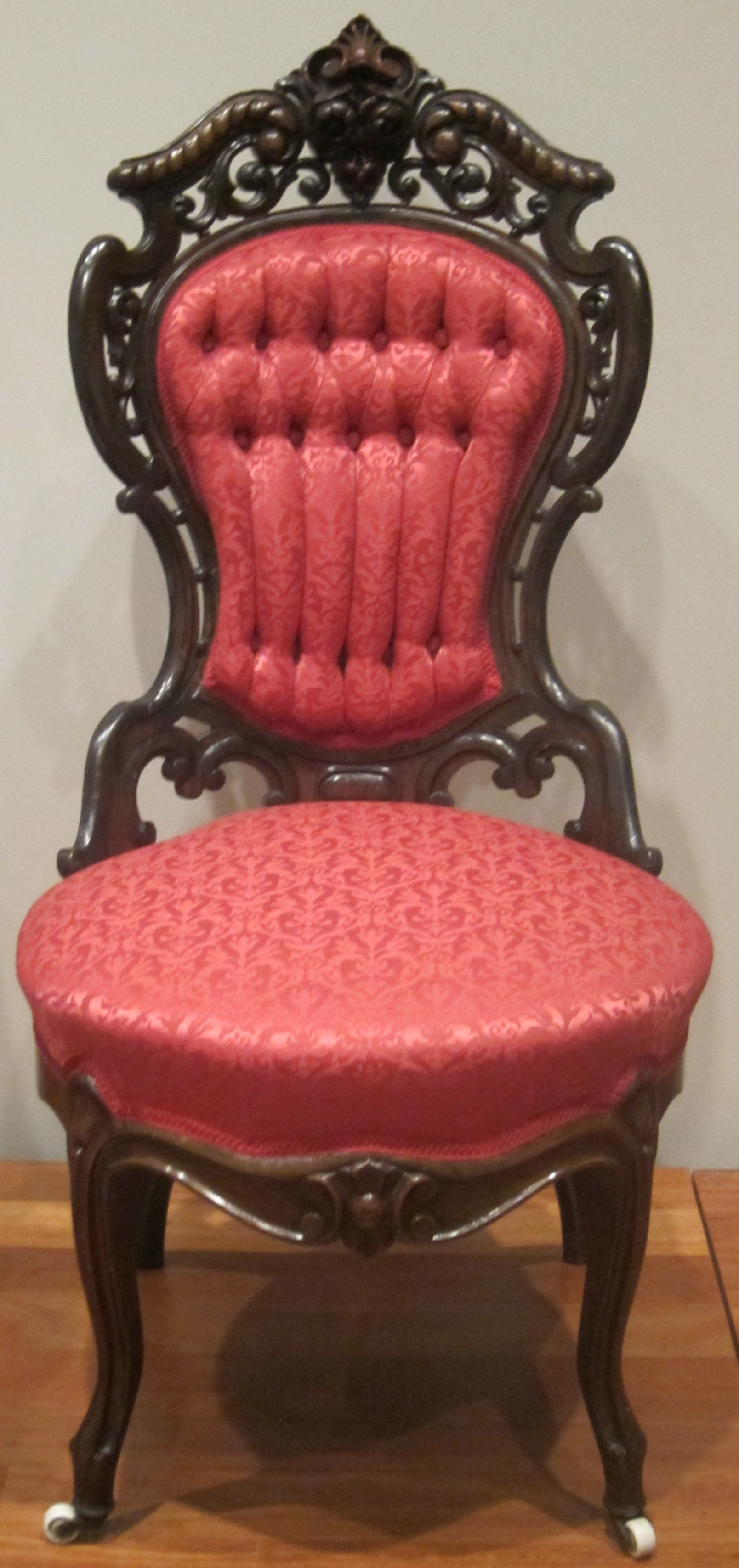
Стул, изготовленный фирмой Joseph Meeks and Sons, 1850—55, Музей де Янга
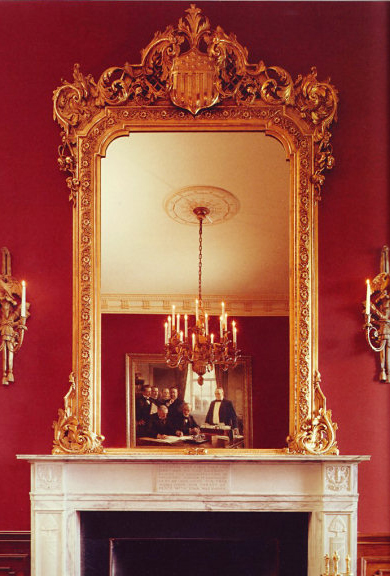
Зеркало в Зале договора, Белый дом

## Мода
В женской моде пик популярности неорококо пришелся на 1870-е годы, хотя расцвет стиля начался несколькими десятилетиями раньше. Для платьев в стиле неорококо было характерно: обилие декоративных деталей в виде рюш, оборок и бантиков, бархотки, прилегающий лиф, узкий рукав, обрамленный кружевом, квадратный вырез декольте, раскрывающаяся спереди верхняя юбка, турнюры, напоминающие robe à la polonaise («платье по-польски» было в моде в 1770—80-е годы)., пастельные тона и полоски.

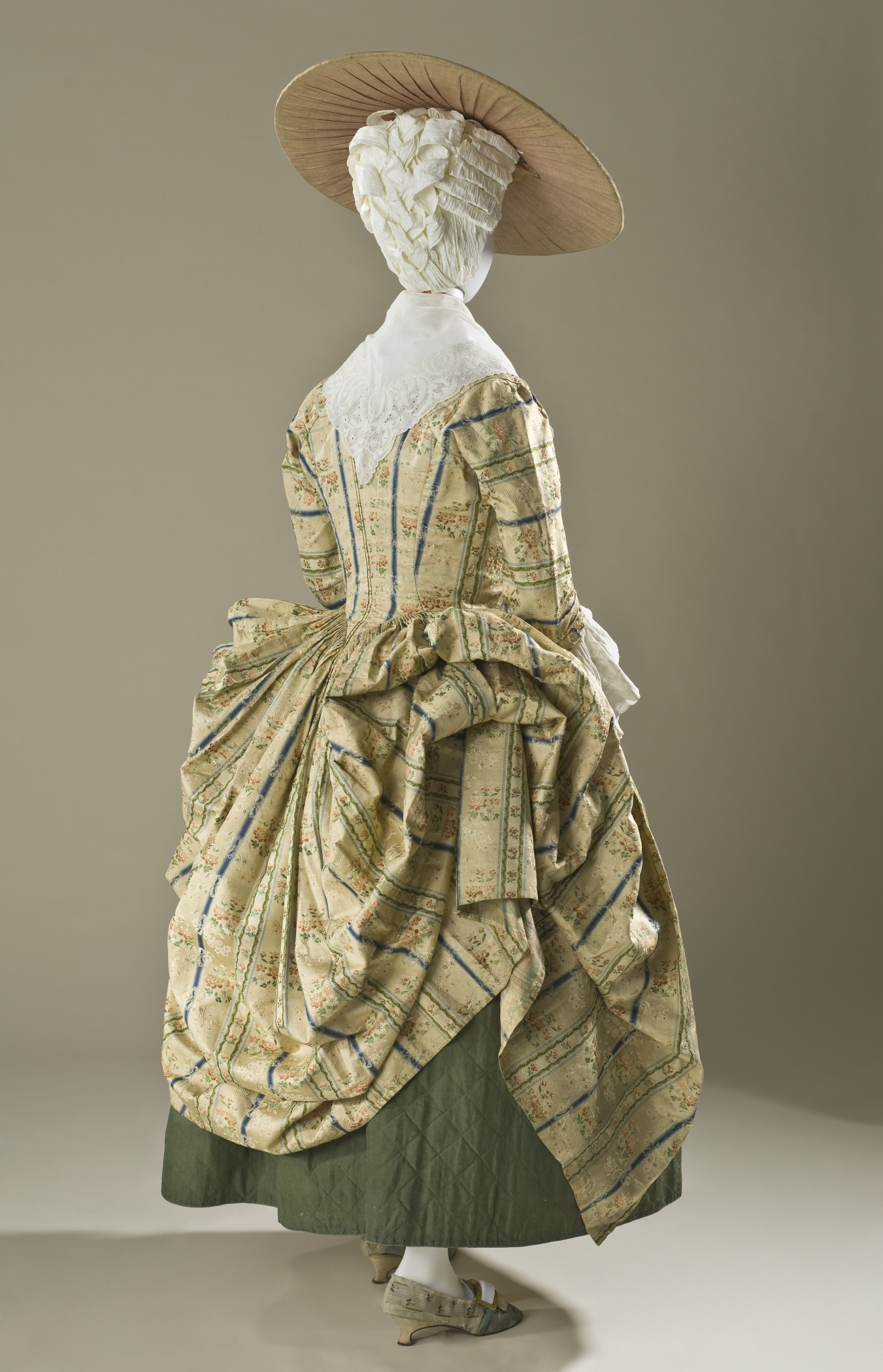
Платье à la polonaise с характерной драпировкой сзади, Франция, 1775 г. LACMA
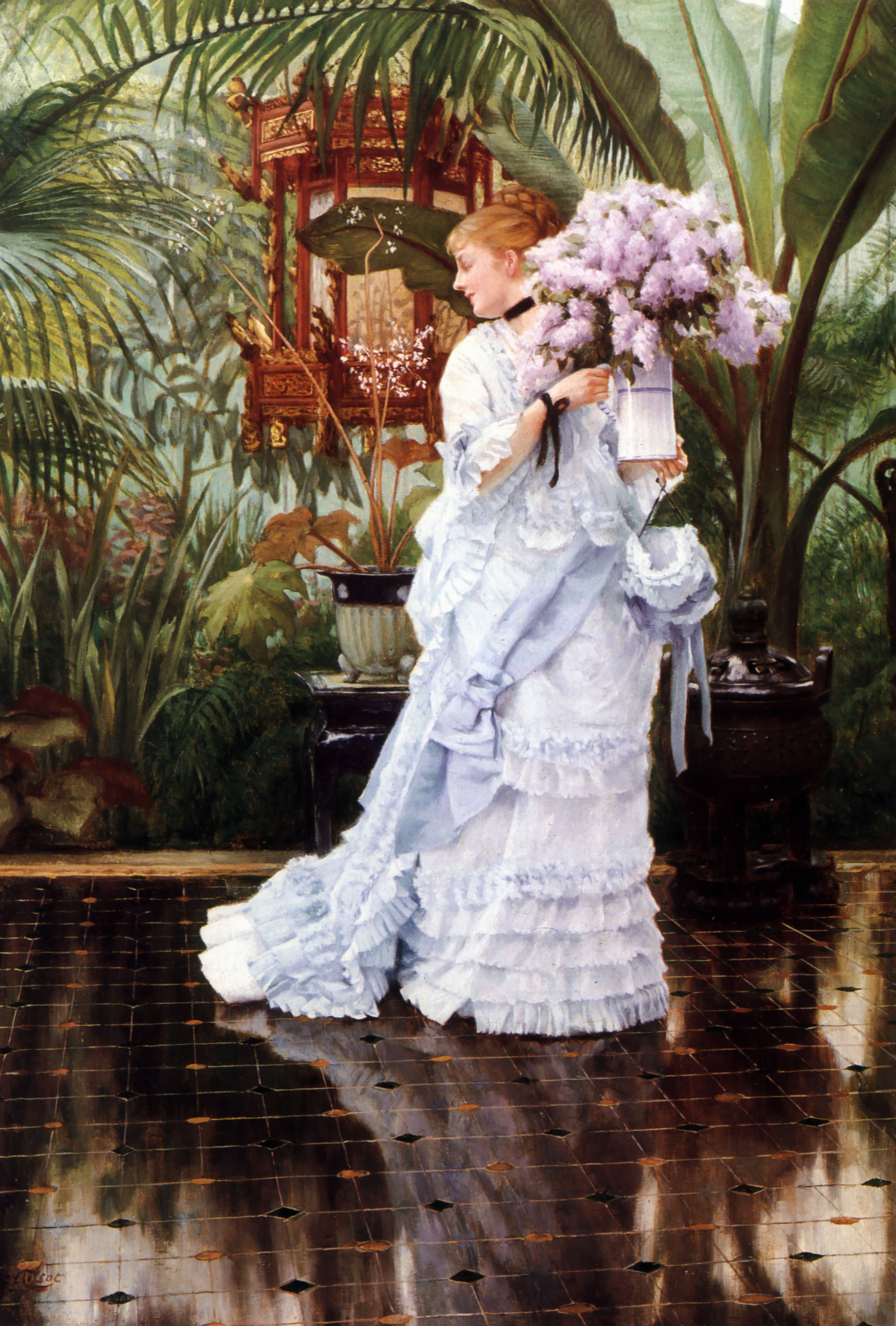
«Букет сирени». Джеймс Тиссо, ок. 1875 г.
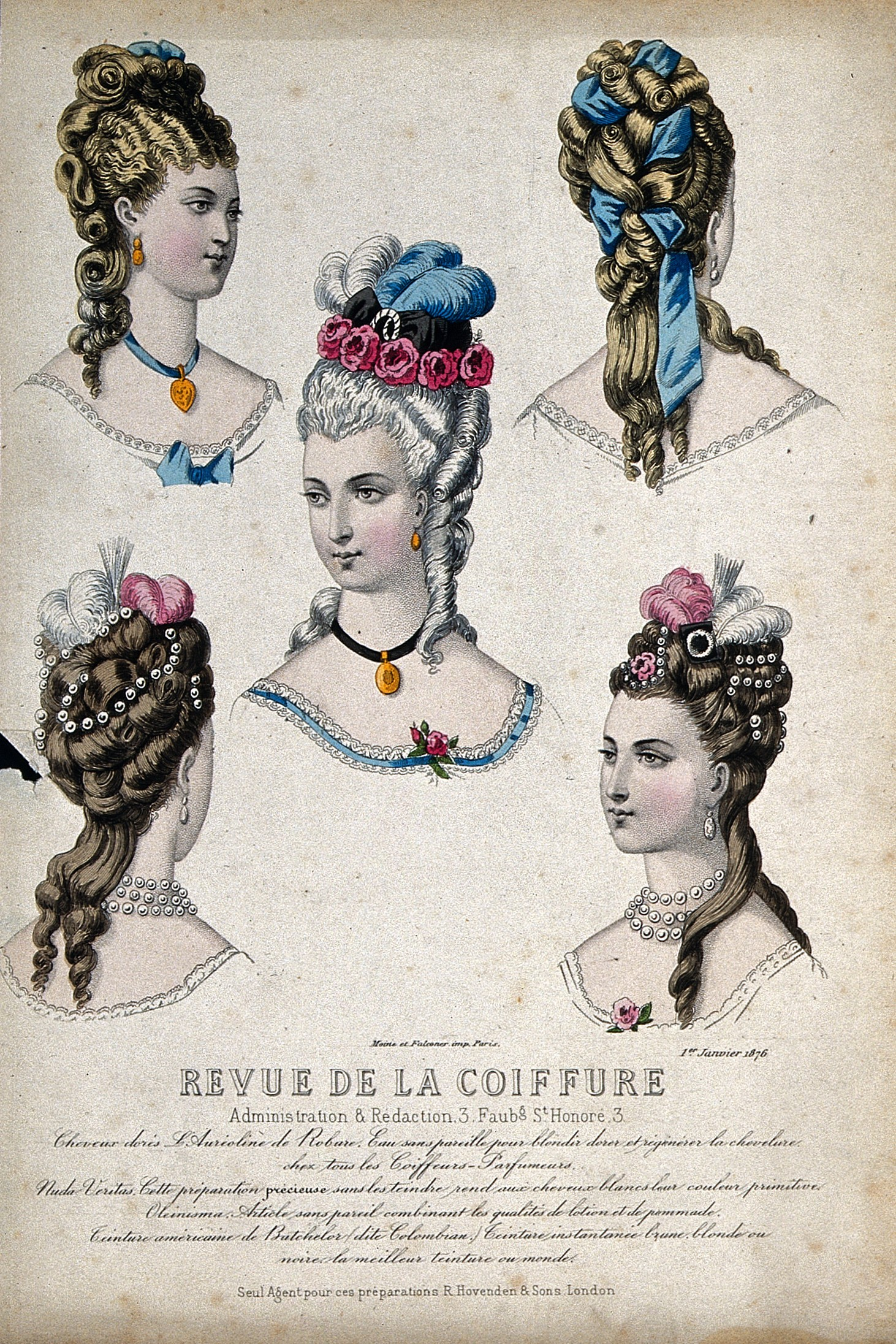
Образцы женских причесок с буклями и обильными украшениями из цветов, лент и перьев, 1875 г.
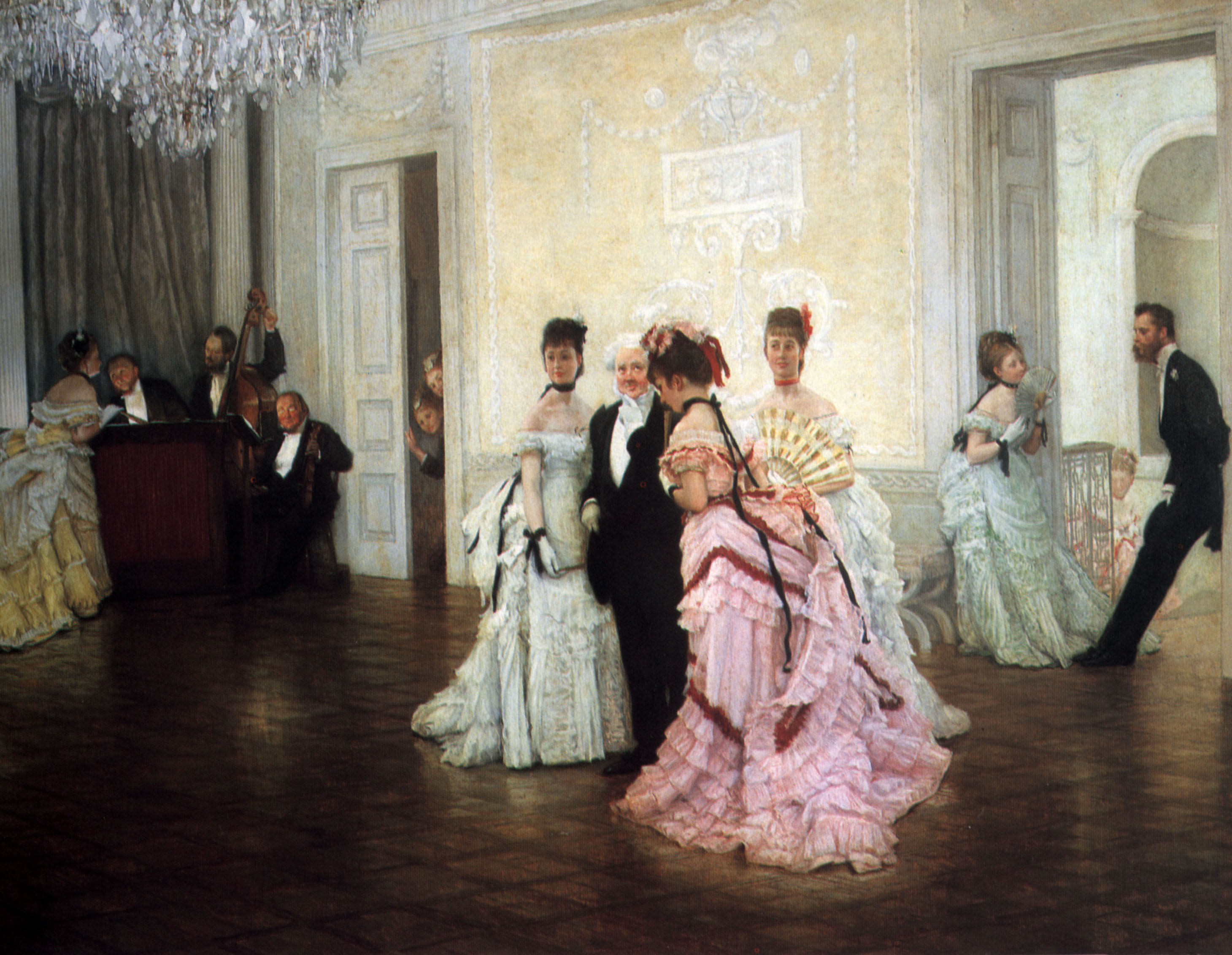
«Слишком рано». Джеймс Тиссо, 1873 г.
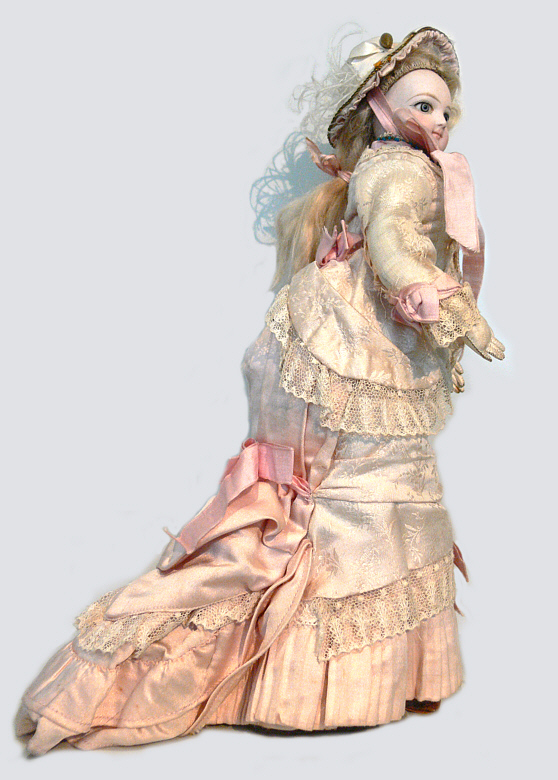
Модная кукла в платье для прогулок, Франция, ок. 1870 г.

## Неорококо в России
В России распространение стиля рококо было связано с придворной модой. Поэтому этот стиль проявился более всего в дворцовых и дворянских столичных интерьерах. Неорокайльные мотивы присутствуют в продукции мебельной мастерской братьев Гамбс 1850—1860-х годов. В Зимнем дворце в Санкт-Петербурге сохранился будуар, оформленный Г. Э. Боссе в «стиле Помпадур» (1853). Обилие позолоты, зеркал, красного шёлка производит эффектное, но тяжёлое впечатление. Этот же архитектор оформил танцевальный зал в особняке князя М. В. Кочубея на Конногвардейском бульваре в стиле второго рококо (1853—1855). Танцевальные залы во многих особняках оформляли преимущественно в рокайльном стиле. А. И. Штакеншнейдер в 1847—1856 годах создал в стиле неорококо ряд интерьеров Зимнего дворца: «розовую гостиную» (не сохранилась), «зелёную столовую» (1850). В Мариинском дворце на Исаакиевской площади в Санкт-Петербурге, выстроенном Штакеншнейдером в стиле позднего классицизма с элементами необарокко (1839—1844), имелся будуар в стиле второго рококо с зеркалами и вызолоченным рокайльным орнаментом (не сохранился). В 1847—1851 годах архитектор Р. И. Кузьмин создал несколько таких же интерьеров в Арсенальном каре Большого дворца в Гатчине. Показательно, что эти интерьеры соседствовали с «готической» и «китайской» галереями. В период модерна, наряду с прочими стилевыми течениями, возникло четвёртое по счёту рококо. В этом стиле оформлена Малая (Белая) столовая в Зимнем дворце, проект архитектора А. Ф. Красовского (1894).